# Juryj Kavalëŭ
Juryj Uladzimiravič Kavalëŭ (in bielorusso Юрый Уладзіміравіч Кавалёў?; Bjalyničy, 27 gennaio 1993) è un calciatore bielorusso, centrocampista del Baltika.

## Carriera

### Club
Ha giocato nella prima divisione bielorussa.

### Nazionale
Ha giocato nelle nazionali giovanili bielorusse Under-17, Under-19 ed Under-21.
Nel 2017 ha esordito nella nazionale maggiore bielorussa.

## Palmarès

### Club

#### Competizioni nazionali
- Coppa di Bielorussia: 2

Šachcër Salihorsk: 2013-2014, 2018-2019
- Pervaja Liga: 1

Baltika: 2024-2025